# Habropogon hessei
Habropogon hessei là một loài ruồi trong họ Asilidae. Habropogon hessei được Londt miêu tả năm 2000. Loài này phân bố ở vùng nhiệt đới châu Phi.